# Ricarda Ramünke
Ricarda Ramünke (* 24. Februar 1990 in Wolfenbüttel) ist eine ehemalige deutsche Schauspielerin. Sie ist von Geburt an im juristischen Sinne blind, hat aber ein wenig Sehvermögen.

## Leben
Ramünke hat eine jüngere Schwester. Als sie etwa zehn Jahre alt war, verlor sie ihr Augenlicht fast vollständig, verfügt aber über ein Sehvermögen von etwa 2 %. Sie lebte in Ummern und besuchte das Internat „Carl-Strehl-Schule“ für Sehbehinderte und Blinde in Marburg. Dort spielte sie in einer Theatergruppe, machte Judo, fuhr Einrad und spielte Klavier. Als Judoka gewann sie einige Meisterschaften.
Nachdem Regisseur Bernd Sahling sie bei zwei Castings, in Erfurt und Frankfurt, gesehen hatte, erhielt sie im Jahr 2003 die Rolle der Marie im Kinder- und Jugendfilm Die Blindgänger. Der Film wurde in Thüringen gedreht. Während der Dreharbeiten wurde sie von einer Lehrerin einer Blindenschule aus Weimar unterrichtet.

## Filmographie
- 2004: Die Blindgänger

## Auszeichnungen
- 2006: EMIL für gutes Kinderfernsehen[4]